# CONCACAF-kampioenschap voetbal onder 17 - 2017
Het CONCACAF-kampioenschap voetbal onder 17 van 2017 was de 18e editie van het CONCACAF-kampioenschap voetbal onder 17, een toernooi voor nationale ploegen van landen uit Noord- en Midden-Amerika. De spelers die deelnemen zijn onder de 17 jaar. Er namen 12 landen deel aan dit toernooi dat van 21 april tot en met 7 mei in Panama werd gespeeld. Mexico werd winnaar van het toernooi. In de finale werd de Verenigde Staten na strafschoppen verslagen.
Dit toernooi diende tevens als kwalificatietoernooi voor het wereldkampioenschap voetbal onder 17 van 2017, dat van 6 oktober tot en met 28 oktober in India werd gespeeld. De vier beste landen van dit toernooi plaatsten zich; Mexico, Verenigde Staten, Honduras en Costa Rica.

## Gekwalificeerde landen
De kwalificatie vond plaats in twee zones. De Caraïbische en de Centraal-Amerikaanse. In de Caraïbische zone mochten vijf landen zich kwalificeren en uit de Centraal-Amerikaanse zone namen drie landen deel. De Caraïbische kwalificatie duurde van 15 juli tot en met 25 september 2016 en de Centraal-Amerikaanse van 17 tot en met 26 november 2016.
| Team             | Kwalificatie              | Aantal deelnames |
| ---------------- | ------------------------- | ---------------- |
| Panama           | Gastland                  | 8e               |
| Mexico           | Automatisch               | 16e              |
| Verenigde Staten | Automatisch               | 17e              |
| Canada           | Automatisch               | 16e              |
| Cuba             | Caraïbische zone          | 10e              |
| Curaçao          | Caraïbische zone          | 6e               |
| Suriname         | Caraïbische zone          | 1e               |
| Haïti            | Caraïbische zone          | 7e               |
| Jamaica          | Caraïbische zone          | 13e              |
| Costa Rica       | Centraal-Amerikaanse zone | 15e              |
| Honduras         | Centraal-Amerikaanse zone | 17e              |
| El Salvador      | Centraal-Amerikaanse zone | 14e              |

## Stadions
| Panama-Stad                                 | Panama-Stad                        |
| ------------------------------------------- | ---------------------------------- |
|                                             |                                    |
| Estadio Rommel Fernández Capaciteit: 32.000 | Estadio Maracaná Capaciteit: 5.500 |
| · Panama-Stad                               |                                    |

## Groepsfase

### Groep A
| Pos. | Land     | GW | W | G | V | DV | DT | +/− | Ptn. |
| ---- | -------- | -- | - | - | - | -- | -- | --- | ---- |
| 1    | Panama   | 3  | 2 | 1 | 0 | 5  | 2  | +3  | 7    |
| 2    | Honduras | 3  | 2 | 0 | 1 | 8  | 5  | +3  | 6    |
| 3    | Curaçao  | 3  | 1 | 0 | 2 | 1  | 4  | –3  | 3    |
| 4    | Haïti    | 3  | 0 | 1 | 2 | 1  | 4  | –3  | 1    |

|                     |               |     |       |                                                                                   |
| 21 april 2017 18:30 | Curaçao       | 1–0 | Haïti | Estadio Maracaná, Panama-Stad Scheidsrechter: Michel Raynel Rodríguez Roque (CUB) |
| 21 april 2017 18:30 | Bernadina 43' |     |       | Estadio Maracaná, Panama-Stad Scheidsrechter: Michel Raynel Rodríguez Roque (CUB) |

|                     |                                           |     |                            |                                                                             |
| 17 april 2017 21:00 | Panama                                    | 4–2 | Honduras                   | Estadio Maracaná, Panama-Stad Scheidsrechter: Ismael Cornejo Meléndez (SLV) |
| 17 april 2017 21:00 | Guerrero 21', 24' Orelien 87' (pen.), 89' |     | Palma 16' Mejía 49' (pen.) | Estadio Maracaná, Panama-Stad Scheidsrechter: Ismael Cornejo Meléndez (SLV) |

|                     |                              |     |         |                                                                         |
| 24 april 2017 17:00 | Honduras                     | 3–0 | Curaçao | Estadio Maracaná, Panama-Stad Scheidsrechter: Juan Calderón Pérez (CRC) |
| 24 april 2017 17:00 | Mejía 50', 52' Cardona 90+3' |     |         | Estadio Maracaná, Panama-Stad Scheidsrechter: Juan Calderón Pérez (CRC) |

|                     |        |     |       |                                                                        |
| 24 april 2017 19:30 | Panama | 0–0 | Haïti | Estadio Maracaná, Panama-Stad Scheidsrechter: Armando Villarreal (USA) |
| 24 april 2017 19:30 |        |     |       | Estadio Maracaná, Panama-Stad Scheidsrechter: Armando Villarreal (USA) |

|                     |                               |     |              |                                                                             |
| 27 april 2017 17:00 | Honduras                      | 3–1 | Haïti        | Estadio Maracaná, Panama-Stad Scheidsrechter: Bryan López Castellanos (GUA) |
| 27 april 2017 17:00 | López 70' Mejía 82' Palma 88' |     | Leveille 10' | Estadio Maracaná, Panama-Stad Scheidsrechter: Bryan López Castellanos (GUA) |

|                     |              |     |         |                                                                   |
| 27 april 2017 19:30 | Panama       | 1–0 | Curaçao | Estadio Maracaná, Panama-Stad Scheidsrechter: Adrián Skeete (BAR) |
| 27 april 2017 19:30 | Guerrero 35' |     |         | Estadio Maracaná, Panama-Stad Scheidsrechter: Adrián Skeete (BAR) |

### Groep B
| Pos. | Land       | GW | W | G | V | DV | DT | +/− | Ptn. |
| ---- | ---------- | -- | - | - | - | -- | -- | --- | ---- |
| 1    | Costa Rica | 3  | 3 | 0 | 0 | 8  | 2  | +6  | 9    |
| 2    | Cuba       | 3  | 1 | 1 | 1 | 4  | 5  | –1  | 4    |
| 3    | Canada     | 3  | 1 | 0 | 2 | 4  | 4  | 0   | 3    |
| 4    | Suriname   | 3  | 0 | 1 | 2 | 1  | 6  | –5  | 1    |

|                     |            |     |            |                                                                     |
| 22 april 2017 12:30 | Cuba       | 1–1 | Suriname   | Estadio Maracaná, Panama-Stad Scheidsrechter: Gladwyn Johnson (GUY) |
| 22 april 2017 12:30 | Rendón 57' |     | Hoever 83' | Estadio Maracaná, Panama-Stad Scheidsrechter: Gladwyn Johnson (GUY) |

|                     |                   |     |           |                                                                             |
| 22 april 2017 15:00 | Costa Rica        | 2–1 | Canada    | Estadio Maracaná, Panama-Stad Scheidsrechter: Bryan López Castellanos (GUA) |
| 22 april 2017 15:00 | Alfaro 44', 90+5' |     | Romeo 51' | Estadio Maracaná, Panama-Stad Scheidsrechter: Bryan López Castellanos (GUA) |

|                     |                |     |                     |                                                                      |
| 25 april 2017 14:00 | Canada         | 1–2 | Cuba                | Estadio Maracaná, Panama-Stad Scheidsrechter: Daneon Parchment (JAM) |
| 25 april 2017 14:00 | Hojabrpour 71' |     | Romero 26' Cruz 59' | Estadio Maracaná, Panama-Stad Scheidsrechter: Daneon Parchment (JAM) |

|                     |                                    |     |          |                                                                            |
| 25 april 2017 16:30 | Costa Rica                         | 3–0 | Suriname | Estadio Maracaná, Panama-Stad Scheidsrechter: Luis Santander Aguirre (MEX) |
| 25 april 2017 16:30 | Cordero 14' Abarca 64' Montero 80' |     |          | Estadio Maracaná, Panama-Stad Scheidsrechter: Luis Santander Aguirre (MEX) |

|                     |                |     |          |                                                                        |
| 28 april 2017 17:30 | Canada         | 2–0 | Suriname | Estadio Maracaná, Panama-Stad Scheidsrechter: Armando Villarreal (USA) |
| 28 april 2017 17:30 | David 13', 56' |     |          | Estadio Maracaná, Panama-Stad Scheidsrechter: Armando Villarreal (USA) |

|                     |                                       |     |             |                                                                     |
| 28 april 2017 20:00 | Costa Rica                            | 3–1 | Cuba        | Estadio Maracaná, Panama-Stad Scheidsrechter: Héctor Martínez (HON) |
| 28 april 2017 20:00 | Coll 37' (e.d.) Gómez 68' Jarquin 71' |     | Savigne 49' | Estadio Maracaná, Panama-Stad Scheidsrechter: Héctor Martínez (HON) |

### Groep C
| Pos. | Land             | GW | W | G | V | DV | DT | +/− | Ptn. |
| ---- | ---------------- | -- | - | - | - | -- | -- | --- | ---- |
| 1    | Verenigde Staten | 3  | 3 | 0 | 0 | 10 | 3  | +7  | 9    |
| 2    | Mexico           | 3  | 2 | 0 | 1 | 14 | 5  | +9  | 6    |
| 3    | Jamaica          | 3  | 1 | 0 | 2 | 4  | 11 | –7  | 3    |
| 4    | El Salvador      | 3  | 0 | 0 | 3 | 1  | 10 | –9  | 0    |

|                     |         |                                                    |                  |                                                                   |
| 23 april 2017 12:30 | Jamaica | 0–5                                                | Verenigde Staten | Estadio Maracaná, Panama-Stad Scheidsrechter: Adrián Skeete (BAR) |
| 23 april 2017 12:30 |         | Durkin 53' Weah 77' Sargent 87' Akinola 88', 90+2' |                  | Estadio Maracaná, Panama-Stad Scheidsrechter: Adrián Skeete (BAR) |

|                     |                                                                         |     |             |                                                                     |
| 23 april 2017 15:00 | Mexico                                                                  | 6–0 | El Salvador | Estadio Maracaná, Panama-Stad Scheidsrechter: Héctor Martínez (HON) |
| 23 april 2017 15:00 | Menjívar 1' (e.d.) Olivas 31' López 35', 46' Ávila 41' (e.d.) Maeda 75' |     |             | Estadio Maracaná, Panama-Stad Scheidsrechter: Héctor Martínez (HON) |

|                     |                     |     |                                |                                                                    |
| 26 april 2017 15:00 | El Salvador         | 1–3 | Jamaica                        | Estadio Maracaná, Panama-Stad Scheidsrechter: Rodphin Harris (TRI) |
| 26 april 2017 15:00 | Cerritos 53' (pen.) |     | McIntosh 18' Parris 83', 90+1' | Estadio Maracaná, Panama-Stad Scheidsrechter: Rodphin Harris (TRI) |

|                     |                                         |     |                                        |                                                                         |
| 26 april 2017 17:30 | Mexico                                  | 3–4 | Verenigde Staten                       | Estadio Maracaná, Panama-Stad Scheidsrechter: José Kellys Marquez (PAN) |
| 26 april 2017 17:30 | De la Rosa 6', 44' Lindsey 90+2' (e.d.) |     | Sargent 26', 40' Ferri 51' Akinola 84' | Estadio Maracaná, Panama-Stad Scheidsrechter: José Kellys Marquez (PAN) |

|                     |             |           |                  |                                                                                   |
| 29 april 2017 17:00 | El Salvador | 0–1       | Verenigde Staten | Estadio Maracaná, Panama-Stad Scheidsrechter: Michel Raynel Rodríguez Roque (CUB) |
| 29 april 2017 17:00 |             | Jones 52' |                  | Estadio Maracaná, Panama-Stad Scheidsrechter: Michel Raynel Rodríguez Roque (CUB) |

|                     |                                            |     |            |                                                                         |
| 29 april 2017 19:30 | Mexico                                     | 5–1 | Jamaica    | Estadio Maracaná, Panama-Stad Scheidsrechter: Juan Calderón Pérez (CRC) |
| 29 april 2017 19:30 | Torres 24', 35' López 32', 62' Vázquez 61' |     | Verley 71' | Estadio Maracaná, Panama-Stad Scheidsrechter: Juan Calderón Pérez (CRC) |

## Classificatiefase

### Groep D
| Pos. | Land             | GW | W | G | V | DV | DT | +/− | Ptn. |
| ---- | ---------------- | -- | - | - | - | -- | -- | --- | ---- |
| 1    | Verenigde Staten | 2  | 2 | 0 | 0 | 9  | 2  | +7  | 6    |
| 2    | Honduras         | 2  | 1 | 0 | 1 | 7  | 4  | +3  | 3    |
| 3    | Cuba             | 2  | 0 | 0 | 2 | 3  | 13 | –10 | 0    |

|                  |             |     |                                                      |                                                                         |
| 1 mei 2017 17:30 | Cuba        | 1–7 | Honduras                                             | Estadio Maracaná, Panama-Stad Scheidsrechter: José Kellys Marquez (PAN) |
| 1 mei 2017 17:30 | Savigne 87' |     | Mejía 11', 36', 42' Palacios 16', 31', 73' Pérez 24' | Estadio Maracaná, Panama-Stad Scheidsrechter: José Kellys Marquez (PAN) |

|                  |          |                              |                  |                                                                            |
| 3 mei 2017 15:30 | Honduras | 0–3                          | Verenigde Staten | Estadio Maracaná, Panama-Stad Scheidsrechter: Luis Santander Aguirre (MEX) |
| 3 mei 2017 15:30 |          | Sargent 25', 82' Akinola 65' |                  | Estadio Maracaná, Panama-Stad Scheidsrechter: Luis Santander Aguirre (MEX) |

|                  |                                |     |                                                                           |                                                                      |
| 5 mei 2017 17:30 | Cuba                           | 2–6 | Verenigde Staten                                                          | Estadio Maracaná, Panama-Stad Scheidsrechter: Daneon Parchment (JAM) |
| 5 mei 2017 17:30 | Savigne 19' Vasquez 47' (e.d.) |     | Vassilev 16' Coll 37' (e.d.) Carleton 39' Jones 49' Reynolds 84' Weah 88' | Estadio Maracaná, Panama-Stad Scheidsrechter: Daneon Parchment (JAM) |

### Groep E
| Pos. | Land       | GW | W | G | V | DV | DT | +/− | Ptn. |
| ---- | ---------- | -- | - | - | - | -- | -- | --- | ---- |
| 1    | Mexico     | 2  | 2 | 0 | 0 | 7  | 1  | +6  | 6    |
| 2    | Costa Rica | 2  | 1 | 0 | 1 | 3  | 7  | –4  | 3    |
| 3    | Panama     | 2  | 0 | 0 | 2 | 1  | 3  | –2  | 0    |

|                  |                     |     |              |                                                                             |
| 1 mei 2017 20:00 | Costa Rica          | 2–1 | Panama       | Estadio Maracaná, Panama-Stad Scheidsrechter: Bryan López Castellanos (GUA) |
| 1 mei 2017 20:00 | Alfaro 31' Arce 41' |     | Guerrero 44' | Estadio Maracaná, Panama-Stad Scheidsrechter: Bryan López Castellanos (GUA) |

|                  |        |            |        |                                                                             |
| 3 mei 2017 18:00 | Panama | 0–1        | Mexico | Estadio Maracaná, Panama-Stad Scheidsrechter: Ismael Cornejo Meléndez (SLV) |
| 3 mei 2017 18:00 |        | Torres 32' |        | Estadio Maracaná, Panama-Stad Scheidsrechter: Ismael Cornejo Meléndez (SLV) |

|                  |            |     |                                                                  |                                                                        |
| 5 mei 2017 20:00 | Costa Rica | 1–6 | Mexico                                                           | Estadio Maracaná, Panama-Stad Scheidsrechter: Armando Villarreal (USA) |
| 5 mei 2017 20:00 | Abarca 4'  |     | Olivas 2', 40' (pen.) De la Rosa 20' López 30', 51' Sandoval 80' | Estadio Maracaná, Panama-Stad Scheidsrechter: Armando Villarreal (USA) |

## Finale
|                  |                                   |     |                                            |                                                                                   |
| 7 mei 2017 15:00 | Verenigde Staten                  | 1–1 | Mexico                                     | Estadio Rommel Fernández, Panama-Stad Scheidsrechter: Hector Martinez Sorto (HON) |
| 7 mei 2017 15:00 | Carleton 62'                      |     | Robles 90+2'                               | Estadio Rommel Fernández, Panama-Stad Scheidsrechter: Hector Martinez Sorto (HON) |
| 7 mei 2017 15:00 | Strafschoppen                     |     |                                            | Estadio Rommel Fernández, Panama-Stad Scheidsrechter: Hector Martinez Sorto (HON) |
| 7 mei 2017 15:00 | - Sargent Weah Goslin Watts Sands | 4–5 | - López Robles Torres Gutiérrez De la Rosa | Estadio Rommel Fernández, Panama-Stad Scheidsrechter: Hector Martinez Sorto (HON) |